# ZiL–4104
A ZiL–4104 a Szovjetunióban a Lihacsov Autógyárban (ZiL) 1978–1985 között gyártott luxus kategóriájú limuzin.

## Története
A ZiL–114 modernizált változata, kezdetben még ZiL–115 volt a gyári típusjelzése. A ZiL–114-től főként a kismértékben módosított karosszériában és nagyobb teljesítményű, 315 LE-s motorban, valamint az és új erőátviteli berendezésekben  különbözik, a futóműve azonban nem változott. Külsőre legszembetűnőbb módosítás a karosszérián a hangsúlyosabb, a karosszéria homloksíkjából kiemelkedő hűtőrács. A korai sorozat példányainál (kb. 30 db) azonban az új karosszériába még a ZiL-–14 motorját építették, ezek a járművek a ZiL–114N jelzést viselték. Létezett olyan változat is, melynél a ZiL–114 karosszériájába kerültek a ZiL–4104 motorja és erőátviteli egységei, ezt a változatot ZiL–E114SZ jelzéssel gyártották.
1983-tól a ZiL–41045-ös változatát gyártották. Ezt 1985-ben a modernizált változata, a ZiL–41047 váltotta fel a sorozatgyártásban.

## Műszaki jellemzői
A jármű hossza 6339 mm, szélessége 2088 mm, magassága 1540 mm. A járműszekrény teljesen fémépítésű, négyajtós kivitelű. Az utastérben három sorban hét ülés található. Az első üléssor légtere, a vezető és a mellette ülő hely egy mozgatható üvegablakkal elzárható a hátsó utastértől. A felépítményt alul alvázkerete erősíti. A tengelytáv 3880 mm, ezzel a fordulókör sugara 7,6 m. A ZiL–4104 típusú, 7696 cm3 hengerűrtartalmú, benzinüzemű, V8 hengerelrendezésű, hengerenként kétszelepes motort a jármű orr-részében helyezték el. Az üzemanyag-adagolás hagyományos, karburátoros, a gyújtás tranzisztoros rendszerű. A motorban a szelephézag hidraulikusan automatikusan állítódik. A motor 4600 1/min. fordulatszámon 231,8 kW (315 LE) maximális teljesítményt ad le, legnagyobb nyomatéka 2500 1/min. fordulatszámnál 608 Nm. Ezzel a motorteljesítménnyel 190 km/h-s maximális sebesség elérésére képes, 0-ról 100 km/h-s sebességre 12 másodperc alatt képes felgyorsulni. A motor hidraulikus tengelykapcsolón és háromfokozatú automata sebességváltón keresztül hajtja a hátsó futóművet. A mellső kerekek független kerékfelfüggesztéssel rendelkeznek, a kerekek lengőkarja csavarrugón és lengéscsillapítón keresztül kapcsolódik a karosszériához. A hajtott hátsó kerekek merev hátsó hídban helyezkednek el, a híd laprugókkal kapcsolódik a felépítményhez. Fékrendszere hidraulikus, elöl-hátul tárcsafékkel ellátva. A fékrendszer vákuumos fékrásegítővel van ellátva. Elektromos rendszere 12V-os, egyvezetékes rendszerű.

## Típusváltozatai

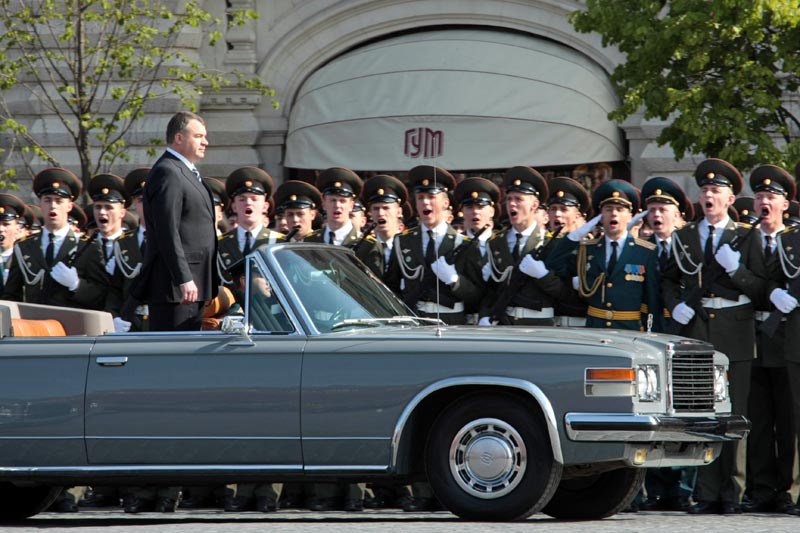
A ZiL–41044 nyitott változat a 2008-as győzelem-napi díszszemlén a moszkvai Vörös téren, Anatolij Szergyukov védelmi miniszterrel

- ZiL– 41041 – Rövidített karosszériájú, 3300 mm-es tengelytávval rendelkező szedán kivitelű változat, melyet 1986–2000 között gyártottak.
- ZiL–41042 – Egészségügyi berendezésekkel felszerelt mentő változat, négy darab készült belőle. Ezeket a legfelső pártvezetés egészségügyi ellátására használták.
- ZiL–41043 – 1980–1983 között gyártott változat, melyet speciális kommunikációs eszközökkel szereltek fel.
- ZiL–41044 – Nyitott (kabriolet) változat, melyeket speciálisan a katonai díszszemléken való használatra alakítottak ki. Mindhárom jármű az orosz védelmi minisztérium tulajdonában van.  A változat gyári típusjelzése ZiL–115V. Három példány készült belőle 1981-ben, az építésnél azonban a ZiL–117V volt az alapjármű. Az utastérben elöl, a jobb oldalon nincs ülés.[1]
- ZiL–41045 – Módosított kialakítású változat, melyet mint alapváltozatot 1983-tól 1985-ig gyártottak.
- ZiL–41046 – Speciális kommunikációs eszközökkel felszerelt változat, melyet 1983-an gyártottak.
- ZiL–41047 – A ZiL–41045 modernizált, módosított változata, melyet 1985–2002 között gyártottak.
- ZiL–41048 – Automatikus légkondicionálóval ellátott változat. Csak egy példány készült belőle 1984-ben.
- ZiL–41049 –  A ZiL–41045-ön alapuló, speciális kommunikációs eszközökkel felszerelt változat.
- ZiL–4105 – Páncélozott változat, 1982–1984 között két példányt építettek belőle